# 12:34
12:34 is het derde studioalbum van de Amerikaanse punkband Authority Zero. Het is uitgegeven op 30 januari 2007 door het platenlabel Big Panda Records. Er zijn twee videoclips gemaakt, namelijk voor de nummers "The Bravery" en "No Regrets".

## Nummers
1. "Wake Up Call" - 3:20
2. "On Edge" - 2:47
3. "Courage" - 3:32
4. "No Regrets" - 2:45
5. "Talk is Cheap" - 3:49
6. "The Bravery" - 3:28
7. "Carpe Diem" - 2:37
8. "Sirens" - 3:04
9. "12:34" - 3:01
10. "Memory Lane" - 2:53
11. "Drunken Sailor" - 2:38
12. "Broken Dreams" - 2:46
13. "Break Free" - 4:48